# Micrurus psyches
Micrurus psyches là một loài rắn trong họ Rắn hổ. Loài này được Daudin mô tả khoa học đầu tiên năm 1803.